# Светско првенство у пливању 2015 — 800 м слободно за мушкарце
Такмичење у пливању у дисциплини 800 метара слободним стилом за мушкарце на Светском првенству у пливању 2015. одржано је 4. августа (квалификације) и 5. августа (финале) као део програма Светског првенства у воденим спортовима. Трке су се одржавале у базену Казањске арене у граду Казању (Русија).
Учествовало је укупно 41 такмичара из 36 земаља. Титулу светског првака из 2013. са успехом је одбранио кинески пливач Суен Јанг који је финалну трку испливао за 7:39,96 минута.
Сребрну медаљу освојио је репрезентативац Италије Грегорио Палтринијери који је испливао трку за 7:40,81 минут што је уједно и нови европски рекорд. Треће место и бронзана медаља припали су Аустралијанцу Маку Хортону који је у финалу пливао 7:44,02 минута.
Репрезентативац Србије Вук Челић у квалификацијама је испливао трку за 8:05,68 минута што му је било довољно тек за 29. место, и самим тим није изборио пласман у финале.

## Освајачи медаља
|                 | Резултат |                             | Резултат     |                  | Резултат |
|                 |          |                             |              |                  |          |
| Суен Јанг (CHN) | 7:39,96  | Грегорио Палтринијери (ITA) | 7:40,81 (ЕР) | Мак Хортон (AUS) | 7:44,02  |

## Званични рекорди
Пре почетка такмичења званични свестки рекорд и рекорд шампионата у овој дисциплини су били следећи:
| Рекорд                                    | Име            | Резултат | Место         | Датум         |
| ----------------------------------------- | -------------- | -------- | ------------- | ------------- |
| Светски рекорд Рекорд светских првенстава | Џанг Лин (CHN) | 7:32,12  | Рим (Италија) | 29. јул 2009. |

Једини нови рекорд испливан у овим тркама направио је италијански пливач Грегорио Палтринијери који је у финалу поставио нови европски рекорд који сада износи 7:40,81 минут.

## Земље учеснице
За трке на 800 метара слободним стилом био је пријављен укупно 41 такмичар из 36 земаља, а свака од земаља могла је да пријави максимално два такмичара по утрци.
| - Андора (1) - Аргентина (1) - Аустралија (1) - Велика Британија (1) - Венецуела (1) - Данска (1) - Египат (1) - Еквадор (1) - Израел (1) | - Италија (1) - Јужна Африка (1) - Канада (1) - Кина (2) - Мађарска (2) - Малезија (1) - Молдавија (1) - Немачка (2) - Нови Зеланд (1) | - Норвешка (1) - Пољска (1) - Румунија (1) - Русија (1) - Салвадор (1) - САД (2) - Србија (1) - Словачка (1) - Словенија (1) | - Украјина (1) - Фарска Острва (1) - Финска (1) - Француска (2) - Холандија (1) - Хрватска (1) - Чешка (1) - Чиле (1) - Шпанија (1) |

## Квалификације
У квалификацијама се пливало у 5 квалификационих група. Групе од 3 до 5 су имале по 10 такмичара, група број 2 имала је 8, а група број 1 три такмичара. Пласман у финале обезбедило је 8 пливача који су у квалификацијама остварили најбоља времена.
Квалификационе трке пливане су 4. августа у јутарњем делу програма, са почетком у 10:30 по локалном времену.
| ПЛ. | Трка | Стаза | Пливач                | Репрезентација   | Време   | Нап. |
| --- | ---- | ----- | --------------------- | ---------------- | ------- | ---- |
| 01. | 5    | 3     | Конор Јегер           | САД              | 7:44,47 | КВ   |
| 02. | 5    | 4     | Грегорио Палтринијери | Италија          | 7:45,15 | КВ   |
| 03. | 5    | 2     | Стивен Милн           | Велика Британија | 7:46,61 | КВ   |
| 04. | 5    | 6     | Мајкл Макбрум         | САД              | 7:47,05 | КВ   |
| 05. | 5    | 5     | Мак Хортон            | Аустралија       | 7:47,08 | КВ   |
| 06. | 4    | 5     | Суен Јанг             | Кина             | 7:47,87 | КВ   |
| 07. | 5    | 8     | Војћех Војдак         | Пољска           | 7:48,95 | КВ   |
| 08. | 3    | 6     | Хенрик Кристијансен   | Норвешка         | 7:49,70 | КВ   |
| 09. | 5    | 1     | Акрам Ахмед           | Египат           | 7:49,83 |      |
| 10. | 4    | 4     | Рајан Кокрејн         | Канада           | 7:50,28 |      |
| 11. | 4    | 2     | Дамијен Жоли          | Француска        | 7:50,30 |      |
| 12. | 4    | 0     | Марк Санчез           | Шпанија          | 7:51,19 |      |
| 13. | 3    | 0     | Мадс Глеснер          | Данска           | 7:51,24 |      |
| 14. | 3    | 5     | Жорис Бушо            | Француска        | 7:52,37 |      |
| 15. | 4    | 1     | Флоријан Вогел        | Немачка          | 7:53,61 |      |
| 16. | 4    | 9     | Мартен Брзосковски    | Холандија        | 7:54,31 |      |
| 17. | 4    | 3     | Пал Јенсен            | Фарска Острва    | 7:55,01 |      |
| 18. | 3    | 4     | Рикард Нађ            | Словачка         | 7:55,31 |      |
| 19. | 5    | 9     | Ванг Кеченг           | Кина             | 7:56,05 |      |
| 20. | 3    | 7     | Нејтан Кап            | Нови Зеланд      | 7:57,61 |      |
| 21. | 3    | 8     | Мартин Најдич         | Аргентина        | 7:57,72 |      |
| 22. | 4    | 8     | Серен Мајснер         | Немачка          | 7:57,93 |      |
| 23. | 5    | 7     | Гергељи Ђурта         | Мађарска         | 7:58,70 |      |
| 24. | 4    | 6     | Петер Бернек          | Мађарска         | 7:59,56 |      |
| 25. | 3    | 1     | Сергеј Фролов         | Украјина         | 8:02,17 |      |
| 26. | 3    | 2     | Естебан Ендерика      | Еквадор          | 8:03,17 |      |
| 27. | 3    | 9     | Мартин Бау            | Словенија        | 8:04,11 |      |
| 28. | 5    | 0     | Мајлс Браун           | Јужна Африка     | 8:04,47 |      |
| 29. | 2    | 5     | Вук Челић             | Србија           | 8:05,68 |      |
| 30. | 4    | 7     | Јан Мицка             | Чешка            | 8:05,76 |      |
| 31. | 3    | 3     | Матијас Коски         | Финска           | 8:07,28 |      |
| 32. | 2    | 6     | Свен Арнар Семундсон  | Хрватска         | 8:07,40 |      |
| 33. | 2    | 1     | Идо Хабер             | Израел           | 8:07,78 |      |
| 34. | 2    | 2     | Алексеј Санцов        | Молдавија        | 8:10,83 |      |
| 35. | 2    | 3     | Марсело Акоста        | Шпанија          | 8:12,52 |      |
| 36. | 2    | 4     | Ернест Максумов       | Русија           | 8:12,65 |      |
| 37. | 1    | 4     | Алин Артимон          | Румунија         | 8:17,16 |      |
| 38. | 2    | 8     | Велсон Сим            | Малезија         | 8:18,20 |      |
| 39. | 2    | 7     | Анди Артета           | Венецуела        | 8:19,39 |      |
| 40. | 1    | 5     | Фелипе Тапија         | Чиле             | 8:21,27 |      |
| 41. | 1    | 3     | Пол Аријас            | Андора           | 8:28,11 |      |

Напомена: КВ - квалификовани за наставак такмичења.

## Финале
Финална трка пливана је 5. августа са почетком у 18:58 по локалном времену.
| ПЛ. | Стаза | Пливач                | Репрезентација   | Време   | Нап. |
| --- | ----- | --------------------- | ---------------- | ------- | ---- |
|     | 7     | Суен Јанг             | Кина             | 7:39,96 |      |
| 2   | 5     | Грегорио Палтринијери | Италија          | 7:40,81 | ЕР   |
| 3   | 2     | Мак Хортон            | Аустралија       | 7:44,02 |      |
| 4.  | 4     | Конор Јегер           | САД              | 7:44,51 |      |
| 5.  | 8     | Хенрик Кристијансен   | Норвешка         | 7:45,66 |      |
| 6.  | 1     | Војћех Војдак         | Пољска           | 7:45,90 |      |
| 7.  | 3     | Стивен Милн           | Велика Британија | 7:49,86 |      |
| 8.  | 6     | Мајкл Макбрум         | САД              | 7:55,30 |      |

Напомена: ЕР - европски рекорд